# Dienerella angelinii
Dienerella angelinii is een keversoort uit de familie schimmelkevers (Latridiidae). De wetenschappelijke naam van de soort werd in 1998 gepubliceerd door Wolfgang H. Rücker.